# Gilbert Dahan
Pour les articles homonymes, voir Dahan.
Gilbert Dahan, né le 21 mai 1943 à Casablanca (Maroc), est un historien des religions français.

## Biographie
Directeur de recherche au CNRS et à l'École pratique des hautes études, membre émérite du Laboratoire d'études sur les monothéismes (UMR 8584), il est notamment un médiéviste reconnu. Ses travaux ont renouvelé les études sur l'exégèse de la Bible en Occident chrétien au Moyen Âge.
Il est aussi l'un des spécialistes de l'œuvre de Bernhard Blumenkranz.

## Principales publications
- Les Intellectuels chrétiens et les Juifs au Moyen Âge, Cerf, Paris 1990, 648 p.
- La polémique chrétienne contre le judaïsme au Moyen Âge, Albin Michel, Paris, 1991, 148 p.
- La rhétorique d'Aristote : traditions et commentaires de l'Antiquité aux XIIe siècle (sous la direction de G. Dahan et I. Rosier-Catach), Vrin, Paris, 1998, 360 p.
- L’Exégèse chrétienne de la Bible en Occident médiéval, XIIe-XIVe siècles, Cerf, Paris, 1999, 490 p.
- Le brûlement du Talmud à Paris 1242 - 1244 (sous la direction de Gilbert Dahan), Cerf, Paris,
- Les Mages et les Bergers (en collaboration), Cerf, Paris, 2000, 128 p.
- L'Occident médiéval, lecteur de l'Écriture, Cerf, Paris, 2001, 100 p.
- L'Expulsion des Juifs de France (1394) - sous la direction de Gilbert Dahan, Cerf, Paris, 2004, 272 p.
- Lire la Bible au Moyen Âge - Essais d'herméneutique médiévale, Droz, Genève, 2009, 448 p.
- L’Épître de Jacques dans sa tradition d'exégèse, Cerf, Paris, 2012, 162 p.